# Rex sacrorum
De rex sacrorum (koning van de Heilige Zaken) of rex sacrificulus (offerkoning) vervulde bij de Romeinen de publieke religieuze verplichtingen van de koning, nadat de monarchie was afgeschaft en de Romeinen geen koning meer hadden. Een koning had in de oudheid echter niet alleen een politieke, maar ook een religieuze functie. Deze laatste functie werd overgenomen door de rex sacrorum en zijn vrouw, de regina sacrorum.
Deze "koning" werd door de comitia calata aangesteld en door een augur en de pontifex maximus ingewijd en woonde in een officiële woning, een domus publica aan de Via Sacra, dicht bij het Forum Romanum. De rex sacrorum werd voor het leven benoemd en mocht geen militaire of publieke functies vervullen, noch mocht hij het volk toespreken.
De plichten van de rex sacrorum waren:
- Het vervullen van de religieuze verplichtingen van de koning en koningin, de zogenaamde sacra publica op de Calendae, Nonae en Idus van iedere maand;
- Op de dagen die als regifugium (vlucht van de koning) golden, een offer brengen in het Comitium;
- Bij rampen of buitengewone omstandigheden het verzoenen van de goden;
- Het maandelijks afkondigen van officiële feestdagen en ongeluksdagen, de fasti en nefasti.